# بندر امام خمینی
بندر امام خمینی (نام‌های قبلی:‌ خورموسی - سربندر - بندرشاهپور) شهری است که مرکز بخش بندر امام خمینی از توابع شهرستان ماهشهر استان خوزستان کشور ایران است.

## پیدایش

ناخدا عباس،کاشف خورموسی (بندرشاهپور، بندرامام)

### ناخدا عباس دریانورد
عباس دریانورد (۱۲۵۵ — ۱۳ فروردین ۱۳۳۲ یا ۱۳۳۳) مشهور به ناخدا عباس، دریانورد و شاعر ایرانی در دوره قاجار و پهلوی اول بود. او «مشهورترین ناخدای ایرانی دوره قاجار» است. او محل خور موسی را معرفی نمود و محل ساخت بندر شاهپور(بندرامام کنونی) بر اساس آن تعیین شد. سپس با درجۀ ناوسروانی، سال‌ها عهده‌دار امور دریایی بندر شاهپور بود. در علامت‌گذاری راه دریایی خور موسی تا بندر شاهپور (بندر امام کنونی) و ماهشهر نیز نقش عمده‌ای داشت و در زمان تأسیس نیروی دریایی ایران، توسط رضاشاه مأمور شد تا شش ماه در شمال برای راه‌اندازی نیروها در دریای خزر مطالعه کرده، طرح ارائه کند.

## مناطق ویژه اقتصادی

### منطقه ویژه اقتصادی بندر امام خمینی
منطقه ویژه اقتصادی بندر امام خمینی اکنون به عنوان یکی از مهم‌ترین قطب‌های حمل و نقل منطقه‌ای به ایفای نقش می‌پردازد. این بندر در سال ۱۳۹۰ پس از تغییر رژیم حقوقی خود از یک بندر عادی به منطقه ویژه اقتصادی و الحاق اراضی مجاور، هم‌اکنون با بالغ بر ۱۱ هزار هکتار مساحت، بزرگ‌ترین منطقه ویژه اقتصادی کشور را تشکیل می‌دهد. این منطقه شامل ۴۰ اسکله فعال باعث شده بزرگ‌ترین بندر فعال ایران باشد و سالانه ۷۰ میلیون تن کالا را پذیرش می‌کند. این منطقه پس از منطقه ویژه اقتصادی بندر شهید رجایی بزرگ‌ترین منطقه تجاری ایران است که آزادراه ۵ و راه‌آهن سراسری آن را به تهران پیوند می‌دهند.
عمق خورموسی در تمام طول ساحل، بیست تا چهل متر است، ازین رو کشتی‌های اقیانوس‌پیما به آسانی وارد بندر می‌شوند و علت عمدة پیشنهاد مهندسان و متخصصان فنی، موقعیت ممتاز طبیعی این تنگه برای ایجاد بندر بوده است.

### منطقه ویژه اقتصادی پتروشیمی بندر امام خمینی
این منطقه با توجه به موقعیت طبیعی و جغرافیایی و همچنین برخورداری از تسهیلات قانونی مناطق ویژه، به منظور توسعه صنعت و تجارت به ویژه صنایع پتروشیمی و صنایع پایین دستی، تأمین منافع اقتصادی، اجتماعی و ملی، جذب تکنولوژی‌های جدید و افزایش اشتغال ایجاد گردیده است.
سازمان منطقه ویژه پتروشیمی جهت مدیریت و تحقق توسعه فعالیت‌های صنعتی و اقتصادی در منطقه  ازجمله صنایع پتروشیمی، به صورت زیر مجموعه‌ای از شرکت ملی صنایع پتروشیمی، براساس  شورای عالی مناطق آزاد تجاری-صنعتی فعالیت‌های خود را در سال ۱۳۷۷ آغاز کرده و از سرمایه‌گذاران داخلی و خارجی به منظور سرمایه‌گذاری در این منطقه مهم اقتصادی دعوت به عمل آورده است.

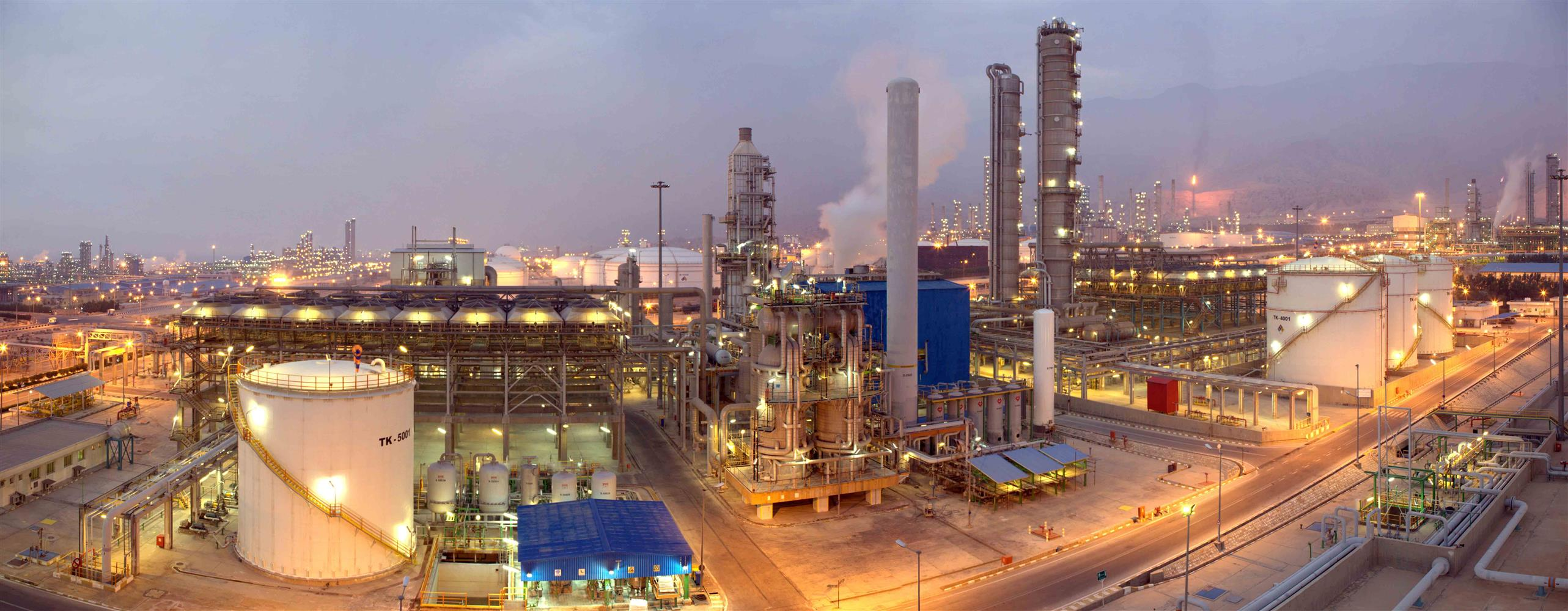
تصویری از منطقه ویژه پتروشیمی بندر امام خمینی

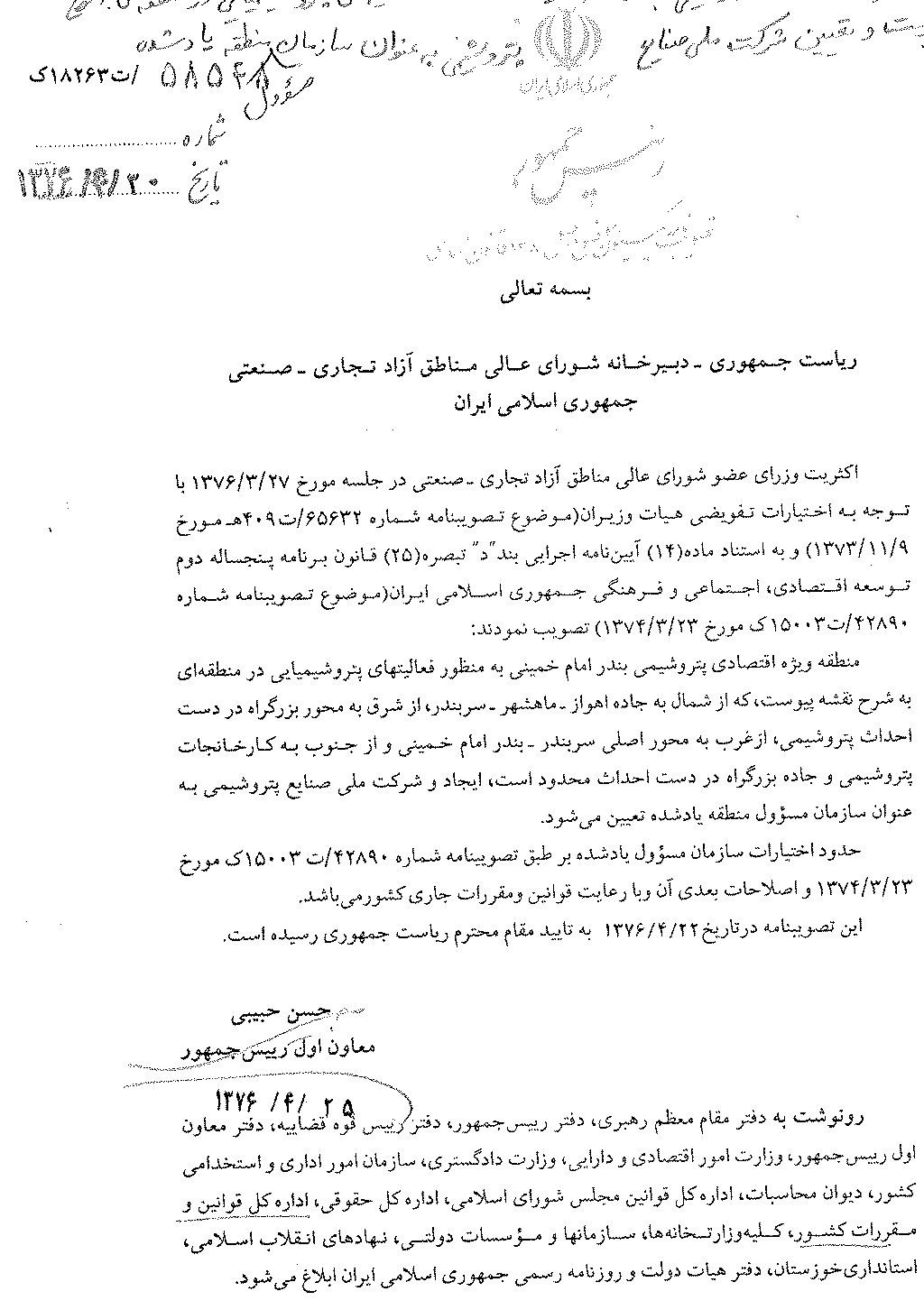
سند استقرار منطقه ویژه پتروشیمی در حریم و محدوده بخش بندر امام خمینی

## زبان
بر پایه ایران اطلس زبان‌های مختلفی در این شهر رایج است از جمله، فارسی معیار، عربی خوزستانی و فارسی معیار و اقلیتی کردی.

## تاریخچه
همزمان با احداث راه‌آهن سراسری کشور در سال ۱۳۰۶ هجری خورشیدی، در تهران، و ادامه احداث راه‌آهن سراسری به جنوب کشور، دو پست اسکله چوبی در شمال غربی خلیج فارس و در انتهای آبراه خورموسی (با موقعیت جغرافیایی ۳۰ درجه و ۲۵ دقیقه شمالی و ۴۹ درجه و ۵ دقیقه شرقی) ساخته شد.

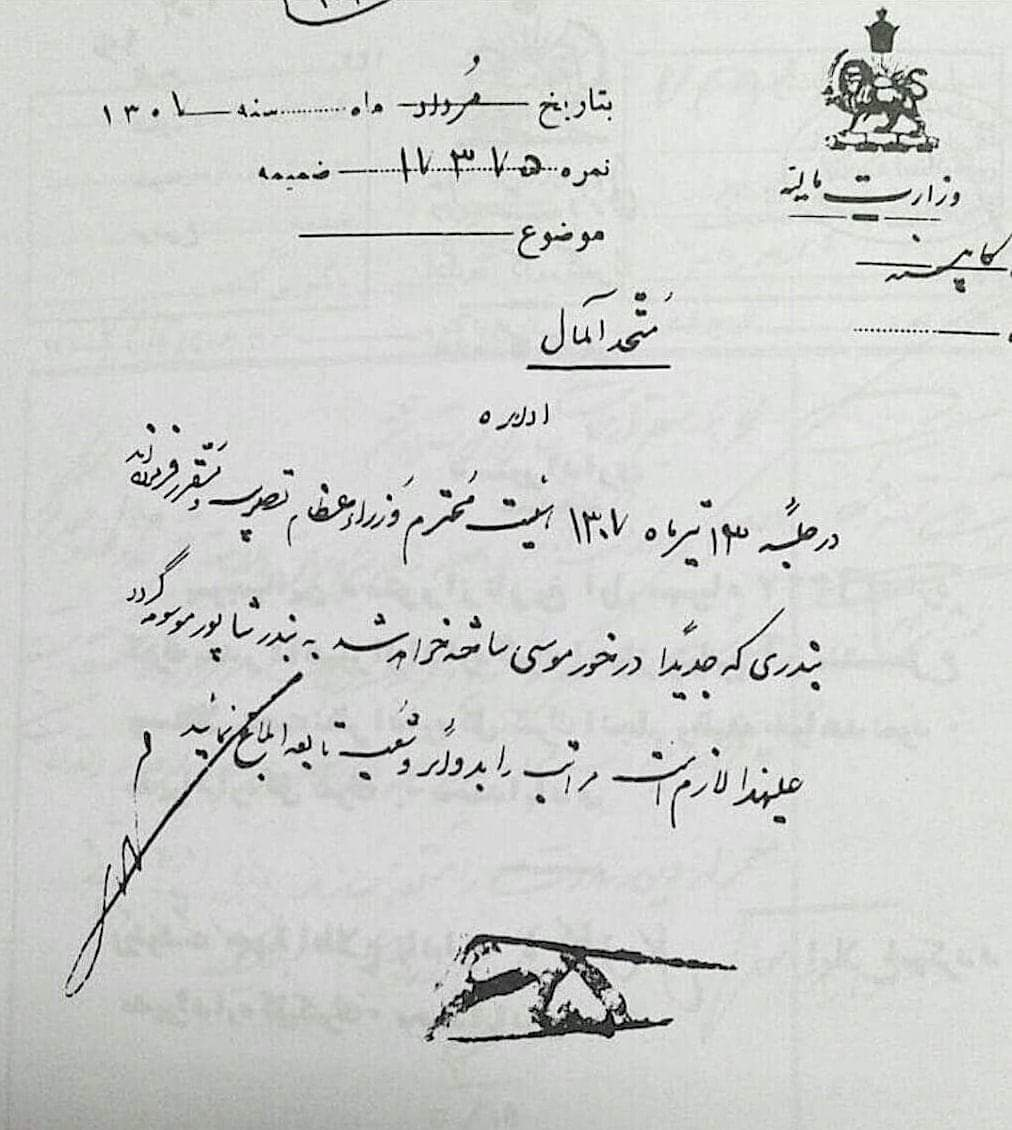
مصوبهٔ هیئت وزیران در خصوص تأسیس - خوزستان امردادماه ۱۳۰۷ خورشیدی

از لحاظ تقسیم‌بندی کشوری این بندر به تصویب هیئت وزیران به بخش تبدیل شد.
نام اصلی این شهر، سربندر بوده است. 
نام بندر شاهپور پس از انقلاب ۵۷ به بندر امام خمینی تغییر داده شد که این تغییر نام در سال ۱۳۶۱ با تصویب هیئت وزیران، رسمیت یافت. با وقوع جنگ تحمیلی و کم‌رنگ شدن نقش صادرات و واردات بندرهای خرمشهر و آبادان و انتقال اداره کل بنادر و دریانوردی خوزستان از بندر خرمشهر به بندرامام، این بندر به مهم‌ترین مرکز ورود و خروج کالا تبدیل شد.

### راه‌آهن بندر امام خمینی
راه آهن سراسری ایران (بندر امام خمینی - بندر ترکمن) در فهرست میراث جهانی یونسکو ثبت گردید. با تصویب مجلس در ۱۳۰۷ خورشیدی، مبنی بر واگذاری مطالعه و نقشه‌برداری راه‌آهن، بنادر، سد و پل اهواز و احداث بنادر موقتی به شرکتهای خارجی، مطالعه و تهیه نقشه برای ساختمان بندر ترکمن و بندر امام خمینی نیز به یک شرکت خارجی واگذار شد و حتی مطالعه و نقشه‌برداری خط آهن از همدان تا خور موسی را امریکاییها به عهده گرفتند. این قرارداد بعدها،  به‌دلیل نقض پاره‌ای از مقررات به وسیلة شرکت طرف قرارداد، فسخ شد و راه‌آهن دولتی مستقیماً امور را برعهده گرفت. با آغاز عملیات ساختمانی راه‌آهن و خاکریزی آن از محل کنونی بندر امام تا صالح‌آباد، اسم خورموسی را به نام بندرامام و صالح‌آباد را به اندیمشک تغییر دادند. اولین اسکله چوبی بندر به وسیله راه‌آهن دولتی ایران ساخته شد. اسکلهٔ بندر در ۱۳۱۷ خ تا ۱۳۱۸ خ، توسعه یافت و برای پهلوگیری دو فروند کشتی اقیانوس‌پیما آماده شد. این اسکله دارای دو بارانداز بود و از تأسیسات راه‌آهن محسوب می‌شد. پس از ساخته شدن دومین بارانداز در ۱۳۲۰خ، ظرفیت بندر به هزار تُن در روز افزایش یافت ولی سکنه آن هنوز کمتر از هزار تَن بود. در جنگ جهانی دوم قوای متفقین اسکلهٔ دیگری (شرقی) ساختند که دارای دو بارانداز بود و کشتیهای ۱۲٫۰۰۰ تُنی می‌توانست در آن پهلو بگیرد و فانوس‌های دریایی برای راهنمایی کشتی‌ها در اطراف دهانه خورموسی نصب شده بود. از ۱۳۳۴ خورشیدی طرح توسعة بندر، به منظور ازدیاد ظرفیت و سرعت تخلیه و بارگیری، آغاز شد. در این طرح تعمیر بارانداز شرقی، توسعة بارانداز غربی، احداث بنای اداری، تأمین برق و شبکه توزیع، تعمیر و توسعة انبارها و احداث جادة بندر به دهکده سربندر و توسعة این دهکده مورد توجه قرار گرفت.

## موقعیت جغرافیایی
بندر امام خمینی در محدوده تقسیم‌بندی کشوری شهرستان ماهشهر و در جنوب غربی و بخش جلگه‌ای استان خوزستان قرار دارد که در طول جغرافیایی ۴۹ درجه و ۸ دقیقه شرقی و عرض جغرافیایی ۳۰ درجه و ۳۳ دقیقه شمالی به فاصله ۸۵ کیلومتری شرق آبادان و ۸ کیلومتری غرب بندرماهشهر و ۹۰ کیلومتری شهر اهواز واقع شده است. بندر امام خمینی از شرق و شمال به بخش مرکزی بندر ماهشهر با فاصله ۸کیلومتری، از جنوب به خورموسی در فاصله ۳۰ کیلومتری از شمال به رود جراحی محدود می‌شود. .

## جغرافیای طبیعی
این بندر دارای ویژگی آب و هوایی متأثر از آب و هوای نیمه استوایی گرم و مرطوب بوده و دارای اقلیم فراخشک گرم می‌باشد. این منطقه همانند سایر مناطق ساحلی خلیج فارس دارای میزان بارندگی نسبتاً کم و رطوبت نسبی زیاد در هوا می‌باشد. دمای آن تقریباً همیشه بالای صفر درجه سانتیگراد است.
پوشش گیاهی منطقه بسیار ضعیف است و به علت پست بودن زمین و بالا بودن سطح سفره‌های آب شور زیرزمینی و اثرات جزر و مد، که شوره‌زارهای متعددی پیرامون این بندر به جای می‌گذارد، هیچ‌گونه فعالیت کشاورزی در نواحی اطراف شهر وجود ندارد و در شهر نیز جز معدودی درخت کُنار و گز، پوشش گیاهی عمده‌ای دیده نمی‌شود.

## شرکت‌های پتروشیمی
این بندر به علت وضع طبیعی مناسب برای لنگر انداختن کشتیها و بارگیری و تخلیه، و وجود مجتمعهای پتروشیمی در مجاورت شهر، و فعالیت بازرگانی و صنعتی آن، شهری مهاجرپذیر است؛ فعالیت عمده در بندر تولید و صدور فرآورده‌های پتروشیمی و تولیداتی است که مصرف محلی و بومی ندارد. وجود همین صنایع صادراتی سبب افزایش فعالیتهای غیرپایه‌ای، بویژه در خدمات عمومی، شده است.

### فرایند اولیه احداث صنایع پتروشیمی در بندر امام خمینی
اولین مرحله ساخت مجتمع پتروشیمی رازی در ۱۳۴۹ شمسی به بهره‌برداری رسید. این مجتمع در زمینی به مساحت هشتاد هکتار در شمال شرقی خورموسی واقع است و یکی از کارخانه‌های تولید کودهای اَزُته و فسفاته، و تولیدکنندة اَمونیاک، کود اوره، اسید سولفوریک، کودِ دی‌اَمونیوم فسفات در ایران است که علاوه بر تأمین نیازهای داخلی، گوگرد و اَمونیاک را به بازارهای جهانی صادر می‌کند. این مجتمع مجهز به اسکله عظیم بارگیری برای صادرات و واردات است. واحد مهم دیگر، مجتمع عظیم پتروشیمی بندر امام است (مساحت تقریبی محوطة آن: ۲۸۵ هکتار) که در مجاورت پتروشیمی رازی قرار دارد. مقاوله‌نامة این مجتمع در ۱۳۴۹ خورشیدی، میان شرکت ملی صنایع پتروشیمی ایران و شرکت میتسویی ژاپن امضا و مبادله گردید و قرارداد مشارکت در ۱۳۵۱ خورشیدی در مجلسین وقت (شورا و سِنا) تصویب شد. موضوع این قرارداد ایجاد شرکتی به صورت سهامی خاص با هدف «تولید و ذخیره، حمل و نقل و بازاریابی، صدور الفین‌ها و آروماتیک‌ها و سایر فراورده‌های پتروشیمی» بود. پس از پیروزی انقلاب اسلامی (۲۲ بهمن ۱۳۵۷)، با خروج پیمانکاران ژاپنی و سپس در مدت جنگ تحمیلی، عملیات ساختمانی متوقف شد. سرانجام پس از هفت دور مذاکره، در ۱۳۶۸ ش بر اساس توافق طرفین کلیة سهام به شرکت ملی صنایع پتروشیمی انتقال، و نام شرکت به شرکت سهامی پتروشیمی بندر امام‌ تغییر یافت. پس از جنگ، برای بازسازی و تکمیل واحدهای خسارت دیده هر دو مجتمع، اقدام شد.

### شرکت‌های مستقر در منطقه ویژه پتروشیمی بندر امام خمینی
شرکت پتروشیمی بندر امام
شرکت پتروشیمی رازی
شرکت پتروشیمی مارون
شرکت پتروشیمی خوزستان
شرکت پتروشیمی فن آوران
شرکت پتروشیمی اروند
شرکت پتروشیمی کارون
شرکت پتروکیمیای ابن سینا
شرکت ره آوران فنون پتروشیمی
شرکت پایانه‌ها و مخازن پتروشیمی
شرکت پتروشیمی امیرکبیر
شرکت پتروشیمی تند گویان
شرکت پتروشیمی فجر انرژی خلیج فارس
شرکت پتروشیمی بوعلی سینا
شرکت پتروشیمی لاله
شرکت پتروشیمی غدیر
شرکت پتروشیمی شیمی بافت
شرکت پتروشیمی نوید زرشیمی
شرکت پتروشیمی شهید رسولی
شرکت پتروشیمی رجال
شرکت آریا فسفریک جنوب
شرکت پتروشیمی تخت جمشید
شرکت پتروشیمی سلمان فارسی
شرکت پتروشیمی سراج گستران رجال
طرح‌های جدید شرکت‌های پتروشیمی
شرکت‌های میان دستی و پایین دستی صنایع پتروشیمی
شرکت سرمایه‌گذاری تدبیرگران اقتصاد اوراسیا
اداره کل بنادر و دریانوردی خوزستان (بندر امام خمینی)
شرکت لوله سازی ماهشهر
شرکت شیلات بندرامام
شرکت گمرک بندر امام
اسکله فولاد خوزستان